# Estatua ecuestre del gran elector
La Estatua ecuestre del gran elector, es una estatua ecuestre en honor de Federico Guillermo I de Brandeburgo (1620-1688) un noble alemán, príncipe elector de Brandeburgo y popularmente conocido como el «Gran Elector» por su habilidad militar y política.
El monumento fue diseñado y realizado el modelo en yeso, a partir de 1696, por el arquitecto y escultor Andreas Schlüter y fundido por Johann Jacobi el 22 de octubre de 1700, el monumento estaba destinado para ser erigido en el Puente Largo donde se colocó en 1703. Allí permaneció hasta que el final de la Segunda Guerra Mundial el puente sufrió una voladura con graves daños, por parte de las fuerzas armadas de Wehrmacht. La estatua ecuestre del gran elector fue, después de la guerra, en 1952 colocada permanentemente en el patio principal del Palacio de Charlottenburg , en la ciudad de Berlín. El mármol que forma el pedestal es una réplica, el original es en la gran sala abovedada del Museo Bode. También hay una copia de la escultura de galvanoplastia en tamaño original, se expone desde 1904 en el mismo museo Bode.

## Descripción
La estatua ecuestre del gran elector está inspirada en la estatua también ecuestre de Marco Aurelio . La escultura tiene una altura de 5,60 metros, de los que 2,90 pertenecen a la figura de bronce y 2,70 en el pedestal. La figura central es el caballo donde se encuentra el gran elector en una actitud como las usuales en el Imperio Romano, sobre el pecho lleva una armadura de placas y en e] hacia una peluca habitual para los hombres de la época alrededor de 1665 en 1715, donde los rizos caen hacia abajo a ambos lados de la cabeza. En la mano derecha sostiene un bastón de mando y con la mano izquierda las riendas. Por contraste con la sublime actitud del elector se encuentran los cuatro esclavos situados en las esquinas del pedestal, que presenta un gran movimiento. Representan los enemigos derrotados por el gran elector. Con otra versión los esclavos están relacionados con la guerra de Escania 1674-79 donde fue conquistada la Pomerania Sueca.
Este monumento ecuestre es una obra maestra del barroco, y es considerado uno de los mejores trabajos escultóricos de este tipo en el mundo.